# Steve Courson
Steve Courson (Filadélfia, 1 de outubro de 1955 - 10 de novembro de 2005) foi um jogador profissional de futebol americano estadunidense.

## Carreira
Steve Courson foi campeão da temporada de 1979 da National Football League jogando pelo Pittsburgh Steelers.